# Бакаєва Майя Яківна
Майя Яківна Бакаєва (нар. 12 травня 1939, Запоріжжя) — українська радянська художниця; член Спілки радянських художників України.

## Біографія
Народилася 12 травня 1939 року в місті Запоріжжі (нині Україна). 1964 року закінчила Дніпропетровське художнє училище, де навчалася у В. Коробова.
Мешкала у місті Кременчуці і будинку на вулиці Леніна, № 56, квартира № 32.

## Творчість
Працювала в галузі станкового живопису. Серед робіт:
- «Зима-чарівниця» (1966);
- «Весняне мереживо» (1967);
- «Хліб і молоко» (1968).

Брала участь у республіканських, всесоюзних та зарубіжних виставках з 1969 року.